# Lijnbaansgracht 18A-C
Lijnbaansgracht 18A-C is een gebouw in Amsterdam-Centrum.
Het pand is gelegen op de oostoever van die Lijnbaansgracht ter hoogte van de Palmgracht. Het gebouw werd in 1970 uitgeroepen tot rijksmonument vanwege haar rechte daklijst en de "antieke" ruitverdeling in negen raampjes. Een andere bijzonderheid is dat de begane grond aan de straatkant bijna geheel uit toegangsdeuren bestaat. Het gebouw dateert uit de eerste helft van de 19e eeuw. Het belendende pand op de hoek van de Palmgracht en het gebouw nummer 22 verderop in dit blokje zijn gesloopt en herbouwd in de 20e eeuw.

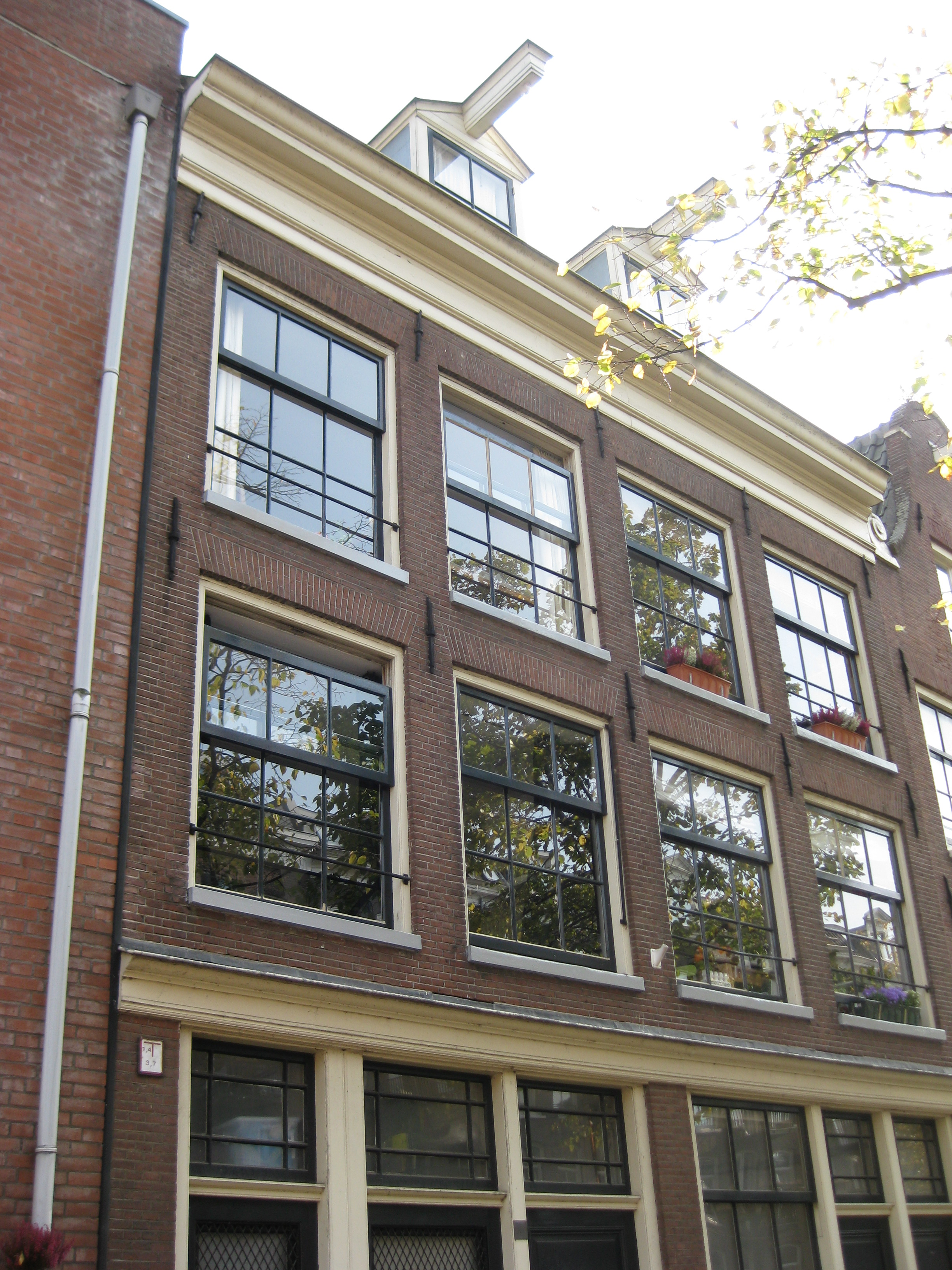
Het gebouw in 2011